# Bosdarros
Pour les articles homonymes, voir Bosdarros.
Bosdarros (prononcé [bɔsdaʁɔs] ; en béarnais Bòsc d’Arròs ou Bos-d’Arros) est une commune française, située dans le département des Pyrénées-Atlantiques en région Nouvelle-Aquitaine.
Le gentilé est Bosdarrosien.

## Géographie

### Localisation
La commune de Bosdarros se trouve dans le département des Pyrénées-Atlantiques, en région Nouvelle-Aquitaine.
Elle se situe à 12 km par la route de Pau, préfecture du département, et à 13 km de Nay, bureau centralisateur du canton d'Ouzom, Gave et Rives du Neez dont dépend la commune depuis 2015 pour les élections départementales. 
La commune fait en outre partie du bassin de vie de Pau.
Les communes les plus proches sont : 
Gan (3,0 km), Haut-de-Bosdarros (4,9 km), Baliros (4,9 km), Pardies-Piétat (5,0 km), Saint-Abit (5,5 km), Narcastet (5,7 km), Arros-de-Nay (6,2 km), Rébénacq (6,3 km).
Sur le plan historique et culturel, Bosdarros fait partie de la province du Béarn, qui fut également un État et qui présente une unité historique et culturelle à laquelle s’oppose une diversité frappante de paysages au relief tourmenté.

### Communes limitrophes
Les communes limitrophes sont  Arros-de-Nay, Baliros, Gan, Gelos, Haut-de-Bosdarros, Narcastet, Pardies-Piétat, Rontignon, Rébénacq, Saint-Abit et Sévignacq-Meyracq.
| Gelos    | Rontignon         | Narcastet, Baliros (par un quadripoint) |
| Gan      | Bosdarros         | Pardies-Piétat, Saint-Abit              |
| Rébénacq | Sévignacq-Meyracq | Arros-de-Nay, Haut-de-Bosdarros         |

### Hydrographie

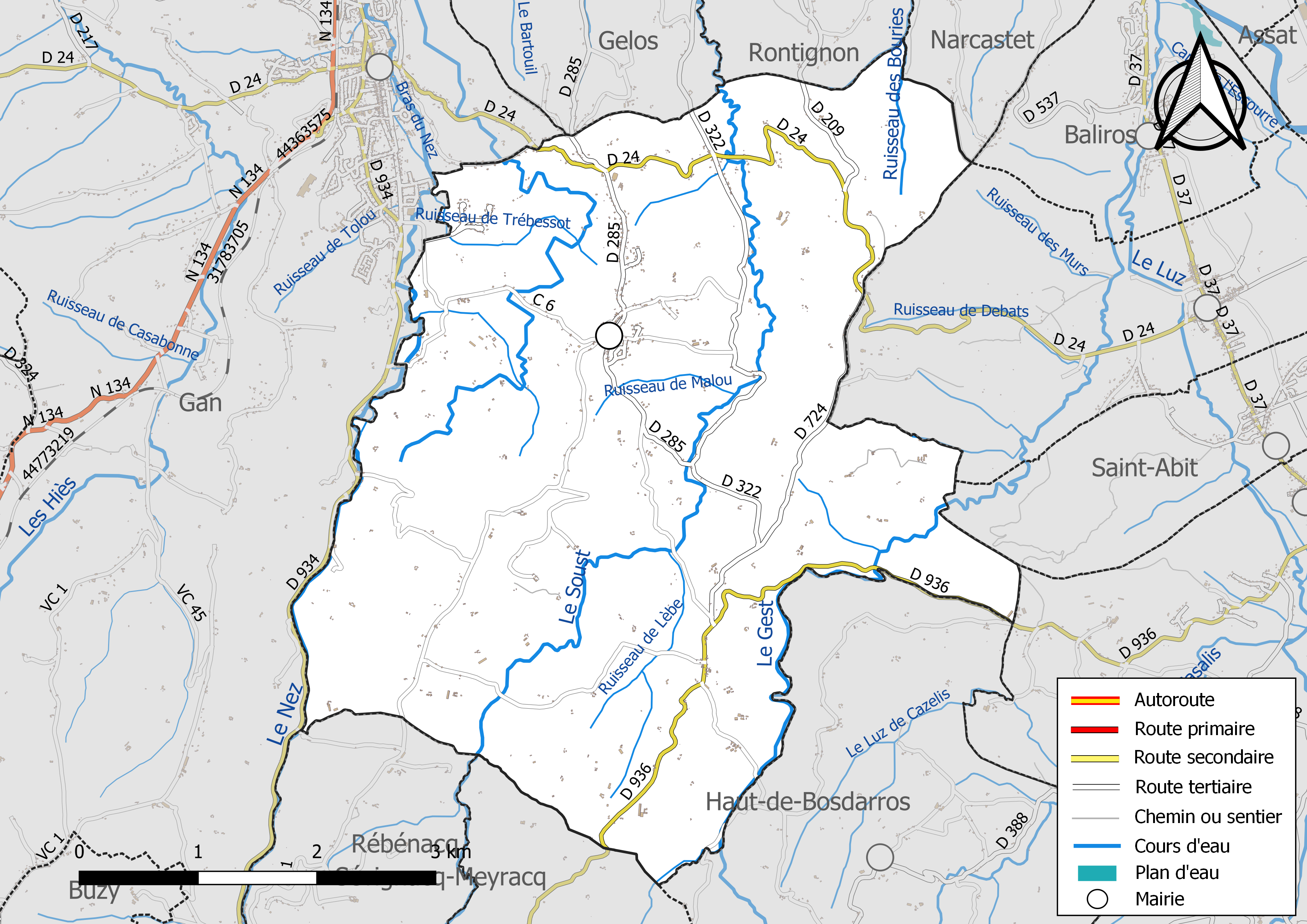
Réseaux hydrographique et routier de Bosdarros.

Les terres de la commune, situées dans le bassin versant de l'Adour, sont arrosées par des affluents du gave de Pau, le Neez (et par son tributaire, le ruisseau de Trébessot), le ruisseau des Bouries (lui-même alimenté sur la commune par le ruisseau de l’Oustau) et le Soust (et par les tributaires de ce dernier, les ruisseaux de Lèbe et de Malou), ainsi que par un affluent du Luz, le ruisseau le Gest, et par deux tributaires de celui-ci, les ruisseaux de Caset et de Lacure.

### Climat
Pour des articles plus généraux, voir Climat de la Nouvelle-Aquitaine et Climat des Pyrénées-Atlantiques.
Historiquement, la commune est exposée à un climat de montagne.  
En 2020, Météo-France publie une typologie des climats de la France métropolitaine dans laquelle la commune est toujours exposée à un climat de montagne et est dans la région climatique Pyrénées atlantiques, caractérisée par une pluviométrie élevée (>1 200 mm/an) en toutes saisons, des hivers très doux (7,5 °C en plaine) et des vents faibles.
Pour la période 1971-2000, la température annuelle moyenne est de 12,8 °C, avec une amplitude thermique annuelle de 14,1 °C. Le cumul annuel moyen de précipitations est de 1 344 mm, avec 11,7 jours de précipitations en janvier et 8,6 jours en juillet. Pour la période 1991-2020, la température moyenne annuelle observée sur la station météorologique la plus proche, située sur la commune d'Asson à 12 km à vol d'oiseau, est de 13,2 °C et le cumul annuel moyen de précipitations est de 1 376,5 mm,. Pour l'avenir, les paramètres climatiques de la commune estimés pour 2050 selon différents scénarios d’émission de gaz à effet de serre sont consultables sur un site dédié publié par Météo-France en novembre 2022.

### Milieux naturels et biodiversité

#### Réseau Natura 2000
Le réseau Natura 2000 est un réseau écologique européen de sites naturels d'intérêt écologique élaboré à partir des Directives « Habitats » et « Oiseaux », constitué de zones spéciales de conservation (ZSC) et de zones de protection spéciale (ZPS).
Un site Natura 2000 a été défini sur la commune au titre de la « directive Habitats » : le « gave de Pau », d'une superficie de 8 194 ha, un vaste réseau hydrographique avec un système de saligues encore vivace,.

## Urbanisme

### Typologie
Au 1er janvier 2024, Bosdarros est catégorisée commune rurale à habitat dispersé, selon la nouvelle grille communale de densité à sept niveaux définie par l'Insee en 2022.
Elle appartient à l'unité urbaine de Pau, une agglomération intra-départementale regroupant 55  communes, dont elle est une commune de la banlieue,,. Par ailleurs la commune fait partie de l'aire d'attraction de Pau, dont elle est une commune de la couronne,. Cette aire, qui regroupe 227 communes, est catégorisée dans les aires de 200 000 à moins de 700 000 habitants,.

### Occupation des sols

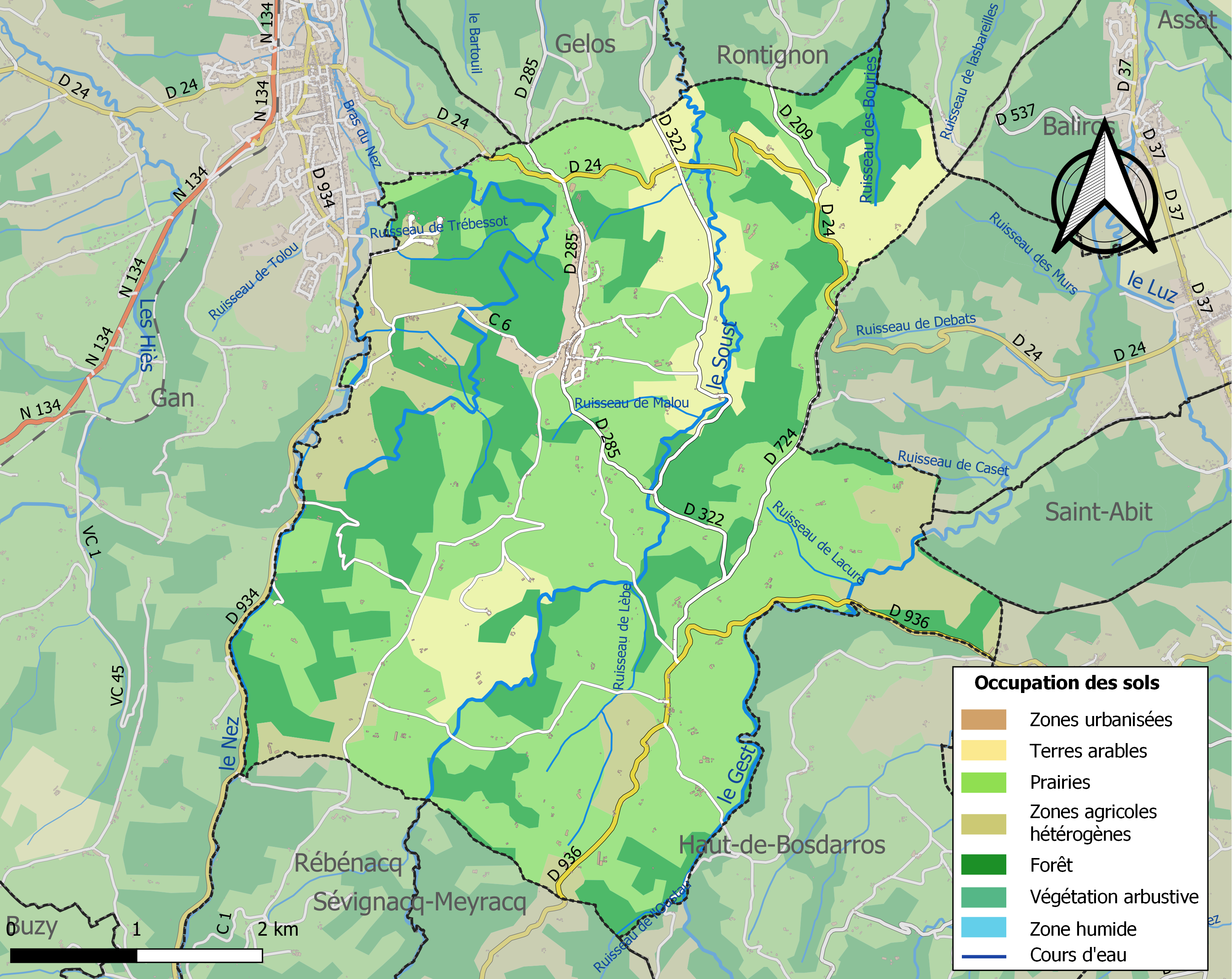
Carte des infrastructures et de l'occupation des sols de la commune en 2018 (CLC).

L'occupation des sols de la commune, telle qu'elle ressort de la base de données européenne d’occupation biophysique des sols Corine Land Cover (CLC), est marquée par l'importance des territoires agricoles (69,9 % en 2018), une proportion sensiblement équivalente à celle de 1990 (70,5 %). La répartition détaillée en 2018 est la suivante : 
prairies (48,6 %), forêts (28,9 %), terres arables (10,9 %), zones agricoles hétérogènes (10,4 %), zones urbanisées (1,2 %). L'évolution de l’occupation des sols de la commune et de ses infrastructures peut être observée sur les différentes représentations cartographiques du territoire : la carte de Cassini (XVIIIe siècle), la carte d'état-major (1820-1866) et les cartes ou photos aériennes de l'IGN pour la période actuelle (1950 à aujourd'hui).

### Lieux-dits et hameaux
- Mercé
- Les Pindats
- Pondet
- Poussac
- Trébessot
- Piétat

### Voies de communication et transports
La commune est desservie par les routes départementales 24, 285, 724, 934 et 936.

### Risques majeurs
Le territoire de la commune de Bosdarros est vulnérable à différents aléas naturels : météorologiques (tempête, orage, neige, grand froid, canicule ou sécheresse), inondations, mouvements de terrains et séisme (sismicité moyenne). Un site publié par le BRGM permet d'évaluer simplement et rapidement les risques d'un bien localisé soit par son adresse soit par le numéro de sa parcelle.
Certaines parties du territoire communal sont susceptibles d’être affectées par le risque d’inondation par une crue torrentielle ou à montée rapide de cours d'eau, notamment le Gest, le Soust, le Nez et. La commune a été reconnue en état de catastrophe naturelle au titre des dommages causés par les inondations et coulées de boue survenues en 1982, 1983, 1997, 2007 et 2009,.

La commune est vulnérable au risque de mouvements de terrains constitué principalement du retrait-gonflement des sols argileux. 

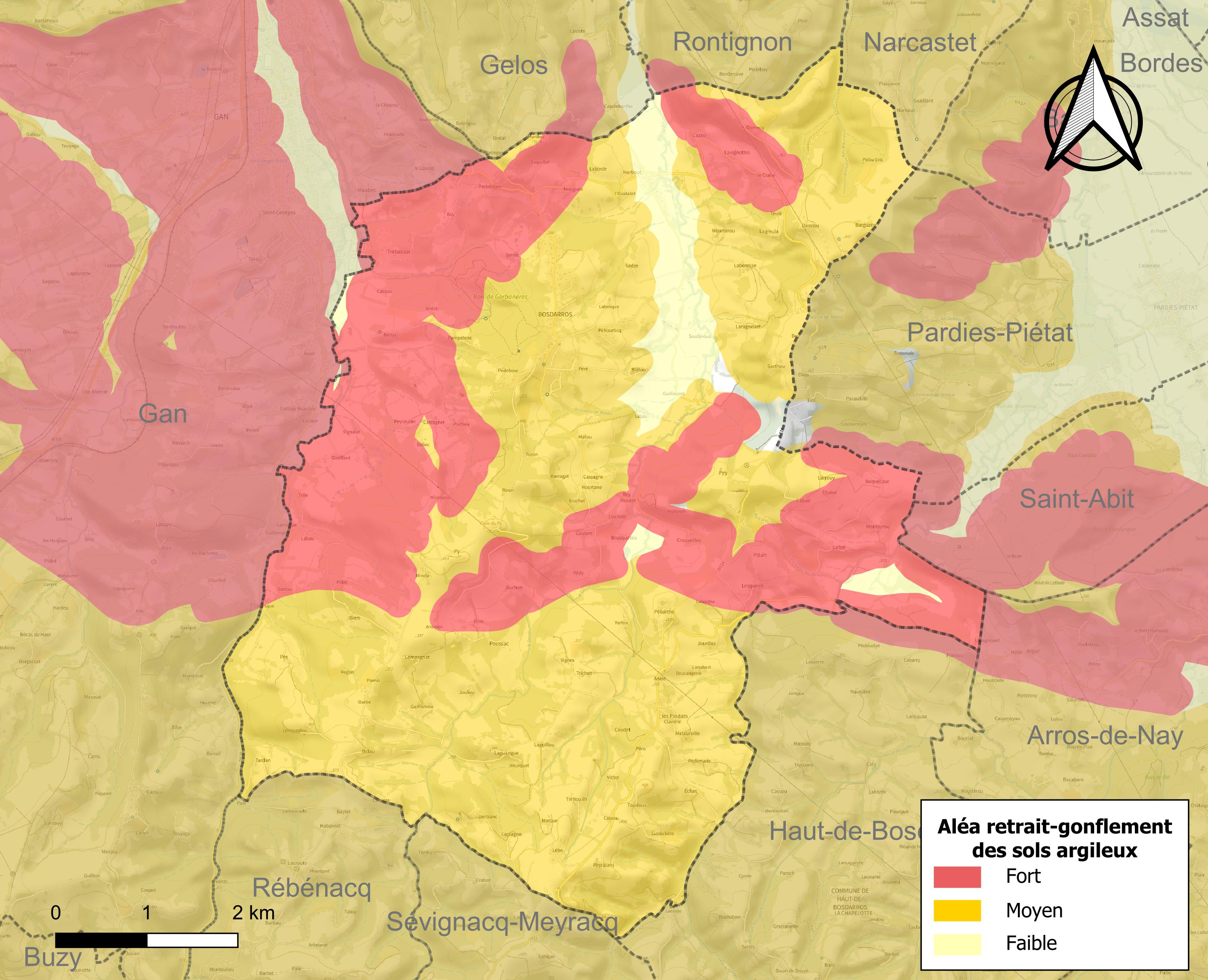
Carte des zones d'aléa retrait-gonflement des sols argileux de Bosdarros.

Cet aléa est susceptible d'engendrer des dommages importants aux bâtiments en cas d’alternance de périodes de sécheresse et de pluie. 94,6 % de la superficie communale est en aléa moyen ou fort (59 % au niveau départemental et 48,5 % au niveau national). Depuis le 1er octobre 2020, en application de la loi ELAN, différentes contraintes s'imposent aux vendeurs, maîtres d'ouvrages ou constructeurs de biens situés dans une zone classée en aléa moyen ou fort,.
Concernant les mouvements de terrains, la commune a été reconnue en état de catastrophe naturelle au titre des dommages causés par la sécheresse en 1989, 1990, 2002 et 2012 et par des mouvements de terrain en 1983, 2013 et 2014.

## Toponymie
Le toponyme Bosdarros apparaît sous les formes 
lo Bosc d’Arros (1385, censier de Béarn), 
le Boscq d’Arros (1538, réformation de Béarn), 
le Boisdarros (1767, règlement des États de Béarn) et 
Bos-d'Arros (1801, Bulletin des lois).
Son nom béarnais est Bòsc d’Arròs ou Bos-d’Arros.

## Histoire
Paul Raymond note que Bosdarros dépendait de la baronnie d'Arros. En 1385, la commune comptait 71 feux et dépendait du bailliage de Pau.

## Héraldique
| Blason | Blasonnement : Écartelé : aux 1er et 4e de gueules à l'arbre d'or, au 2e d'or à l'écu du même chargé de deux vaches de gueules, accornées et clarinées d'azur, passant l'une au-dessus de l'autre, au 3e d'or à l'écu du même chargé de deux lions armés chacun d'un dard (?) et affrontés de gueules. |

## Politique et administration
| Période                                  | Période  | Identité                  | Étiquette | Qualité |
| ---------------------------------------- | -------- | ------------------------- | --------- | ------- |
| mars 1989                                | 1995     | Jacqueline Pouey          |           |         |
| mars 1995                                | 2008     | Jacques Hourthouat-Bénacq |           |         |
| mars 2008                                | En cours | Jean-Pierre Lannes        | DVG       |         |
| Les données manquantes sont à compléter. |          |                           |           |         |

### Intercommunalité
Bosdarros fait partie de l'aire d'attraction de Pau et est membre de cinq structures intercommunales :
- la communauté d'agglomération de Pau Béarn Pyrénées ;
- le syndicat AEP de la région de Jurançon ;
- le syndicat d’énergie des Pyrénées-Atlantiques ;
- le syndicat intercommunal d'études et de travaux d'aménagement du Soust et de ses affluents ;
- le syndicat mixte du bassin du gave de Pau.

### Politique environnementale
Dans son palmarès 2023, le Conseil national de villes et villages fleuris de France a attribué deux fleurs à la commune.

## Population et société

### Démographie
L'évolution du nombre d'habitants est connue à travers les recensements de la population effectués dans la commune depuis 1793. Pour les communes de moins de 10 000 habitants, une enquête de recensement portant sur toute la population est réalisée tous les cinq ans, les populations de référence des années intermédiaires étant quant à elles estimées par interpolation ou extrapolation. Pour la commune, le premier recensement exhaustif entrant dans le cadre du nouveau dispositif a été réalisé en 2005.

En 2022, la commune comptait 969 habitants, en évolution de −4,91 % par rapport à 2016 (Pyrénées-Atlantiques : +3,78 %, France hors Mayotte : +2,11 %).
| 1793  | 1800  | 1806  | 1821  | 1831  | 1836  | 1841  | 1846  | 1851  |
| ----- | ----- | ----- | ----- | ----- | ----- | ----- | ----- | ----- |
| 1 813 | 1 701 | 1 706 | 1 656 | 1 935 | 1 882 | 1 920 | 1 992 | 1 922 |

| 1856  | 1861  | 1866  | 1872  | 1876  | 1881  | 1886  | 1891  | 1896  |
| ----- | ----- | ----- | ----- | ----- | ----- | ----- | ----- | ----- |
| 1 940 | 1 876 | 1 861 | 1 765 | 1 699 | 1 619 | 1 494 | 1 062 | 1 058 |

| 1901 | 1906 | 1911 | 1921 | 1926 | 1931 | 1936 | 1946 | 1954 |
| ---- | ---- | ---- | ---- | ---- | ---- | ---- | ---- | ---- |
| 983  | 929  | 861  | 790  | 823  | 767  | 730  | 651  | 664  |

| 1962 | 1968 | 1975 | 1982 | 1990 | 1999 | 2005 | 2006  | 2010  |
| ---- | ---- | ---- | ---- | ---- | ---- | ---- | ----- | ----- |
| 665  | 609  | 689  | 824  | 872  | 937  | 998  | 1 021 | 1 014 |

| 2015  | 2020 | 2022 | - | - | - | - | - | - |
| ----- | ---- | ---- | - | - | - | - | - | - |
| 1 017 | 976  | 969  | - | - | - | - | - | - |

Bosdarros fait partie de l'aire d'attraction de Pau.

## Économie
La commune fait partie des zones AOC du vignoble du Jurançon et du Béarn et de celle de l'ossau-iraty.
Une entreprise de cars touristiques est également installée sur la commune.

## Culture locale et patrimoine

### Patrimoine religieux
L'église Saint-Orens date du début du XVIe siècle. Elle fait l'objet d'une inscription par les monuments historiques.

## Équipements
La commune dispose d'une crèche et d'une école primaire.

## Personnalités liées à la commune
- Hélier Tilh né le 10 février 1881 à Bosdarros et décédé le 29 octobre 1946, est un joueur de rugby à XV, qui fut champion de France avec le Stade bordelais en 1904, 1905, 1906, 1907, 1909 et finaliste en 1902, 1908, 1910, et international à six reprises entre 1912 et 1913.
- Henri Sarthou, pyrénéiste et alpiniste, né en 1905 et décédé le 29 juin 1951.
- Gaston Parlange (1897-1972),  général de division, maire de  Bosdarros  de 1961 à 1971, grand-croix de la légion d'honneur, titulaire de 18 citations,  commandant du 4e groupe de tabors marocains (4e GTM) en 1944-1945 puis des goums marocains en  1946-1948.

## Pour approfondir